# Dendragapus
Dendragapus, česky tetřívek, je rod tetřevů, který zahrnuje dva úzce příbuzné druhy – tetřívka sazového (D. fuliginosus) a tetřívka douglaskového (D. obscurus).
Oba druhy jsou rozšířeny na západě Severní Ameriky. Zatímco areál tetřívka sazového zahrnuje severoamerické pobřežní oblasti od jihovýchodní Aljašky a Yukonu po střední Kalifornii, tetřívek dougalskový je rozšířen více ve vnitrozemí, především podél Skalnatých hor.

## Systematika
Tetřívci douglaskoví a sazoví byli počátkem 20. století považováni za dva rozdílné druhy, avšak po valnou většinu 20. století byli konspecifičtí, tzn. byli považování za ten samý druh. Na základě výzkumů DNA publikovaných v roce 2006 (Barrowclough et al., 2006) však došlo k rozštěpení taxonu na dva druhy. Tato DNA studie podpořila závěry z dřívější studie z roku 1929 (Brooks, 1929), ve které bylo navrženo rozdělení tetřívků do dvou druhů na základě rozdílných toků i morfologických a behaviorálních znaků.

### Seznam druhů
| Samec | Samice | Binomické jméno         | Český název          | Rozšíření                                               |
| ----- | ------ | ----------------------- | -------------------- | ------------------------------------------------------- |
|       |        | Dendragapus obscurus    | tetřívek douglaskový | Skalnaté hory Severní Ameriky.                          |
|       |        | Dendragapus fuliginosus | tetřívek sazový      | Od jihovýchodní Aljašky a Yukonu po střední Kalifornii. |

## Popis
Jedná se o statné ptáky s tvarem těla připomínajícím slepice. Slepice (samice) mají kryptické zabarvení – jsou převážně hnědé s bílým kropením na spodní části těla a tmavým kropením na svrchní části. Kohoutí (samičí) opeření je břidlicově modro-šedé.
Tetřívek sazový má oproti tetřívkům douglaskovým o něco světlejší opeření, má o dvě ocasní pera méně (18 vs 20 u tetřívka douglaskového) a vějířovitý ocas samců je při rozevření do šeda spíše než do černa jako u tetřívků douglaskových. Snad nejvýraznějším morfologickým rozeznávacím znakem obou druhů je barva vzdušných vaků a poušků (nadočních laloků), která je nejevidentnější v době jarních námluv. Tetřívci sazoví mají vaky i poušky sytě žluté, někdy až do oranžova, zatímco tetřívci duglaskoví mají vaky i pouška sytě červené. Zatímco tetřívci douglaskoví tokají hlavně při zemi nebo na nízko umístěných větvích, tetřívci sazoví tokají vysoko v korunách stromů. Kohouti tetřívků sazových mají hlasitější tok než kohouti tetřívků douglaskových.